# Hollandsche Teekenmaatschappij
Die Hollandsche Teekenmaatschappij (deutsch Holländische Zeichengesellschaft, die moderne Rechtschreibung wäre Hollandse Tekenmaatschappij) war eine internationale Vereinigung von Künstlern, die die Ausstellung von Aquarellen fördern wollte. Ihr Sitz war in Den Haag.

## Geschichte und Mitglieder
1856 wurde im belgischen Brüssel die Société Belge des Aquarellistes gegründet. Einer der Gründer war Willem Roelofs. Die Gesellschaft organisierte Ausstellungen belgischer Aquarellisten. Hierzu wurden einige Jahre später auch Künstler der Haager Schule eingeladen. Für diese Zusammenarbeit wurde am 31. Januar 1876 die Hollandsche Teekenmaatschappij gegründet, von Bernardus Johannes Blommers, Johannes Bosboom, Jozef Israëls, Jacob Maris, Willem Maris, Anton Mauve, Hendrik Willem Mesdag, Philip Sadée, Geraldine van de Sande Bakhuyzen  und Johannes Stortenbeker. 
Niederländische Mitglieder waren unter anderem: David Artz, Albert Neuhuys, Elchanon Verveer, Sientje Mesdag-van Houten, Willem Bastiaan Tholen und Isaac Israels.
Die Vereinigung war international sehr erfolgreich, im Ausland lebende Ehrenmitglieder waren: Paul-Jean Clays, Paul Joseph Constantin Gabriël, Charles Hermans, Edouard Huberti, Jean Baptiste Madou, Charles Rochussen und Lawrence Alma-Tadema. Auch der deutsche Maler Max Liebermann, Hubert von Herkomer aus London, Mosè Bianchi aus Mailand und Vincenzo Cabianca aus Rom waren Mitglied.

## Belege
1. ↑  Geraldine van de Sande Bakhuyzen. Biografische Daten und Werke im Niederländischen Institut für Kunstgeschichte (niederländisch)
2. ↑  Johannes Stortenbeker. Biografische Daten und Werke im Niederländischen Institut für Kunstgeschichte (niederländisch)
3. ↑  David Adolph Constant Artz. Biografische Daten und Werke im Niederländischen Institut für Kunstgeschichte (niederländisch)
4. ↑  Elchanon Verveer. Biografische Daten und Werke im Niederländischen Institut für Kunstgeschichte (niederländisch)
5. ↑  Paul Jean Clays. Biografische Daten und Werke im Niederländischen Institut für Kunstgeschichte (niederländisch)
6. ↑  Jean Baptiste Madou. Biografische Daten und Werke im Niederländischen Institut für Kunstgeschichte (niederländisch)
7. ↑  Vincenzo Cabianca. Biografische Daten und Werke im Niederländischen Institut für Kunstgeschichte (niederländisch)